# Lenguaje orientado a objetos
Se le llama así a cualquier lenguaje de programación que implemente los conceptos definidos por la programación orientada a objetos.
Cabe notar que los conceptos definidos en la programación orientada a objetos no son una condición sino que son para definir que un lenguaje es orientado a objetos. Existen conceptos que pueden estar ausentes en un lenguaje dado y sin embargo, no invalidar su definición como lenguaje orientado a objetos.
Quizás las condiciones mínimas necesarias las provee el formalismo que modeliza mejor las propiedades de un sistema orientado a objetos: los tipos de datos abstractos. 
Siguiendo esa idea, cualquier lenguaje que permita la definición de tipos de datos, de operaciones nuevas sobre esos tipos de datos, y de instanciar el tipo de datos podría ser considerado orientado a objetos.
Esta definición concuerda incluso con ciertos ejemplos prácticos, que no son considerados dentro de la programación orientada a objetos, pero que podrían serlo. Por ejemplo, la programación de interfaces gráficas de usuario para los sistemas X utilizando infraestructuras de funciones y API como Motif, Xview y Xlib, son realizadas usualmente en lenguaje C, pero organizando el código en una manera que "parecen objetos" (los Widgets).

## Ejemplos de lenguajes orientados a objetos
- ADA
- C++
- Objective C
- Java
- Smalltalk
- Eiffel
- Ruby
- Python
- OCaml
- Object Pascal
- CLIPS
- Actionscript
- Pauscal [En español]
- Perl
- PHP
- C#
- Kotlin
- Visual Basic.NET
- Simula
- Delphi
- PowerBuilder
- Visual FoxPro
- TypeScript

- Datos: Q2918885